# Шоал (Алба)
Шоал (рум. Șoal) насеље је у Румунији у округу Алба у општини Рошија Монтана. Општина се налази на надморској висини од 702 m.

## Становништво
Према подацима из 2002. године у насељу је живело 88 становника, од којих су сви румунске националности.